# Most-Raša
Most-Raša – wieś w Chorwacji, w żupanii istryjskiej, w gminie Raša. W 2011 roku liczyła 78 mieszkańców.